# Radio 555
Radio 555 is een tijdelijk radiostation in Nederland waarmee bij calamiteiten geld wordt ingezameld voor de Samenwerkende Hulporganisaties. De naam refereert aan het gironummer 555.
Radio 555 wordt uitgezonden door zowel publieke als commerciële omroepen.
In België is er een gelijkwaardig initiatief onder de naam Radio 1212.

## Tsunami in de Indische Oceaan (2004)
Op 6 januari 2005 werd de eerste editie gehouden van Radio 555, ten behoeve van de slachtoffers van de tsunami in Zuidoost-Azië.
Deelnemende radiostations
- 3FM
- Noordzee FM
- Radio 10 Gold
- Radio 538
- Radio Veronica
- RTL FM
- Yorin FM

Radiostations die hun reclamezendtijd ter beschikking stelden
- Sky Radio
- Kink FM
- BNR Nieuwsradio
- Classic FM
- Arrow Jazz FM
- Arrow Classic Rock
- ID&T Radio
- diverse regionale commerciële radiostations

### Shift-indeling
| Shift uur     | Dj's                                                                 | Opbrengst   | Totaalopbrengst |
| ------------- | -------------------------------------------------------------------- | ----------- | --------------- |
| 06:00 - 08:00 | Winston Gerschtanowitz (Noordzee FM) en René Verkerk (Radio 10 Gold) | -           | -               |
| 06:00 - 08:00 | Winston Gerschtanowitz (Noordzee FM) en René Verkerk (Radio 10 Gold) | € 112.000,- | € 112.000,-     |
| 08:00 - 10:00 | Rob van Someren (Radio Veronica) en Edwin Evers (Radio 538)          | € 104.000,- | € 216.000,-     |
| 08:00 - 10:00 | Rob van Someren (Radio Veronica) en Edwin Evers (Radio 538)          | € 118.000,- | € 334.000,-     |
| 10:00 - 12:00 | Claudia de Breij (3FM) en Rob Stenders (Yorin FM)                    | € 185.000,- | € 519.000,-     |
| 10:00 - 12:00 | Claudia de Breij (3FM) en Rob Stenders (Yorin FM)                    | € 254.000,- | € 773.000,-     |
| 12:00 - 14:00 | Kas van Iersel (Radio Veronica) en Peter Holland (Radio 10 Gold)     | € 253.000,- | € 1.026.000,-   |
| 12:00 - 14:00 | Kas van Iersel (Radio Veronica) en Peter Holland (Radio 10 Gold)     | € 337.000,- | € 1.363.000,-   |
| 14:00 - 16:00 | Henk Westbroek (Yorin FM) en Roland Snoeijer (RTL FM)                | € 648.000,- | € 2.011.000,-   |
| 14:00 - 16:00 | Henk Westbroek (Yorin FM) en Roland Snoeijer (RTL FM)                | € 492.000,- | € 2.503.000,-   |
| 16:00 - 18:00 | Ruud de Wild (Radio 538) en Wouter van der Goes (3FM)                | € 593.000,- | € 3.096.000,-   |
| 16:00 - 18:00 | Ruud de Wild (Radio 538) en Wouter van der Goes (3FM)                | € 337.000,- | € 3.433.000,-   |
| 18:00 - 20:00 | Edwin Evers (Radio 538) en Robert Jensen (Yorin FM)                  | € 409.000,- | € 3.842.000,-   |
| 18:00 - 20:00 | Edwin Evers (Radio 538) en Robert Jensen (Yorin FM)                  | € 388.000,- | € 4.230.000,-   |
| 20:00 - 22:00 | Radio 555 Concert vanaf de Dam in Amsterdam                          | -           | € 4.230.000,-   |
| 20:00 - 22:00 | Radio 555 Concert vanaf de Dam in Amsterdam                          | -           | € 5.033.235,-   |

## Aardbeving in Haïti (2010)
Op 15 januari 2010 is er initiatief genomen voor een tweede editie voor de slachtoffers van de aardbevingsramp in Haïti.
De zendercoördinator van 3FM zette de eerste stap en nam contact op met de radiostations Radio 538, Q-music en Radio Veronica.
Op 17 januari 2010 is besloten om de actie op donderdag 21 januari 2010 te houden samen met de televisieactie.
Deelnemende radiostations:
- 3FM
- Radio 2
- Radio 538
- Radio Veronica
- Slam!FM
- Wereldomroep
- Q-music

Radiostations die hun reclamezendtijd ter beschikking stellen:
- 100% NL
- Classic FM
- HitRadio
- Sky Radio
- Radio 10 Gold[6]

### Opbrengst
De opbrengst van de Radio 555-actie was € 8.634.180,- (tussenstand om 20.30 uur).

### Shift-indeling
| Shift uur     | Dj's                                                                | Verslaggever                      | Nieuws                                                         | Haïti Update                                            | Totaalopbrengst |
| ------------- | ------------------------------------------------------------------- | --------------------------------- | -------------------------------------------------------------- | ------------------------------------------------------- | --------------- |
| 06:00 - 08:00 | Sander de Heer (Radio 2) en Menno de Boer (Slam FM)                 | Gijs Staverman (Q-music)          | Peter de Vries (Radio 2) Henk Blok (Radio 538)                 | Anouk Tijssen (Wereldomroep)                            | € 8.634.180,-   |
| 08:00 - 10:00 | Edwin Evers (Radio 538) en Giel Beelen (3FM)                        | Bert Kranenbarg (Radio 2)         | Peter de Vries (Radio 2) Henk Blok (Radio 538)                 | Anouk Tijssen (Wereldomroep)                            | € 8.634.180,-   |
| 10:00 - 12:00 | Tim Klijn(Radio 538) en Jurjen Gofers (Slam! FM)                    | Jeroen Kijk in de Vegte (Q-music) | Peter de Vries (Radio 2) Henk Blok (Radio 538)                 | Anouk Tijssen (Wereldomroep)                            | € 8.634.180,-   |
| 10:00 - 12:00 | Tim Klijn(Radio 538) en Jurjen Gofers (Slam! FM)                    | Jeroen Kijk in de Vegte (Q-music) | Hannelore Zwitserlood (Radio 538) Jasmijn van Dijk (Radio 538) | Anouk Tijssen (Wereldomroep)                            | € 8.634.180,-   |
| 12:00 - 14:00 | Ruud de Wild (Q-music) en Erik de Zwart (Radio Veronica)            | Lex Gaarthuis (Slam! FM)          |                                                                | Anouk Tijssen (Wereldomroep)                            | € 8.634.180,-   |
| 14:00 - 16:00 | Frits Spits (Radio 2) en Coen Swijnenberg (3FM)                     | Marlous Löffelman (Veronica)      | Bart Jan Cune (NOS Headlines)                                  |                                                         | € 8.634.180,-   |
| 16:00 - 18:00 | Rob van Someren (Radio Veronica) en Dennis Ruyer (Radio 538)        | Michiel Veenstra (3FM)            | Bart Jan Cune (NOS Headlines)                                  |                                                         | € 8.634.180,-   |
| 16:00 - 18:00 | Rob van Someren (Radio Veronica) en Dennis Ruyer (Radio 538)        | Michiel Veenstra (3FM)            | Bart Jan Cune (NOS Headlines)                                  | Martijn Richters (Q-music) Margriet Wesselink (Q-music) | € 8.634.180,-   |
| 18:00 - 21:00 | Rob Stenders (3FM/(voorheen) Radio 2) en Jeroen van Inkel (Q-music) | Niek van der Bruggen (Radio 538)  | Bart Jan Cune (NOS Headlines)                                  |                                                         | € 8.634.180,-   |

### Nieuwslezers
De nieuwsuitzendingen werden redactioneel verzorgd door de redactie van NOS Headlines, kwamen vanuit de 3FM-studio in de Peperbus en werden gelezen door:
- van 6.00 tot 12.00 uur: Peter de Vries (NOS) en Henk Blok (Radio 538)
- van 12.00 tot 17.00 uur: Hannelore Zwitserlood en Jasmijn van Dijk (Radio 538)
- van 17.00 tot 21.00 uur: Martijn Richters en Margriet Wesselink (Q-music)

De nieuwsupdates op het halve uur werden gelezen door Anouk Tijssen van de Wereldomroep en Bart Jan Cune van NOS Headlines.

## Oorlogsslachtoffers in Oekraïne (2022)
Op maandag 7 maart 2022 vond de derde editie plaats, voor de slachtoffers van de oorlog in Oekraïne.
Deelnemende radiostations:
- 100% NL
- NPO Radio 2
- NPO 3FM
- NPO Radio 5
- Qmusic
- Radio 538
- Radio 10
- Radio Veronica
- SLAM!
- Sublime

### Shift-indeling
| Shift uur     | Dj's                                                        | Verslaggever                          | Nieuwslezer                | Totaalopbrengst |
| ------------- | ----------------------------------------------------------- | ------------------------------------- | -------------------------- | --------------- |
| 06:00 - 08:00 | Gerard Ekdom (Radio 10) en Sander Lantinga (Radio 538)      | Jaap Brienen (Sublime)                | Henk Blok (Radio 10)       | € 106.200.773,- |
| 08:00 - 10:00 | Mattie Valk (Qmusic) en Wietze de Jager (Radio 538)         | Jeroen Kijk in de Vegte (NPO Radio 2) | Mart Grol (Radio 538)      | € 106.200.773,- |
| 10:00 - 12:00 | Bert Haandrikman (NPO Radio 5) en Jorien Renkema (NPO 3FM)  | Martijn La Grouw (SLAM!)              | Matijn Nijhuis (NOS)       | € 106.200.773,- |
| 12:00 - 14:00 | Annemieke Schollaardt (NPO Radio 2) en Barry Paf (100% NL)  | Lex Gaarthuis (Radio 10)              | Anne-Marie Rozing (Qmusic) | € 106.200.773,- |
| 14:00 - 16:00 | Rob Stenders (Radio Veronica) en Rob van Someren (Radio 10) | Bert Kranenbarg (NPO Radio 5)         | Jo van Egmond (Radio 538)  | € 106.200.773,- |
| 16:00 - 18:00 | Domien Verschuuren (Qmusic) en Ruud de Wild (NPO Radio 2)   | Frank van der Lende (NPO 3FM)         | Carmen Verheul (NOS)       | € 106.200.773,- |
| 18:00 - 20:00 | Coen Swijnenberg (Radio 538) en Marieke Elsinga (Qmusic)    | Anoûl Hendriks (SLAM!)                | Dieuwke Teertstra (NOS)    | € 106.200.773,- |
| 20.00 - 21.00 | Sander Hoogendoorn (NPO 3FM) en Tim Klijn (Radio Veronica)  | Marisa Heutink (Radio Veronica)       | Anton Griep (Qmusic)       | € 106.200.773,- |